# 日盛證券
日盛證券是台灣曾有的一家證券公司，已於2023年4月9日併入富邦證券。

## 發展歷史
1961年12月8日「日盛隆證券」成立，為甲種證券經紀公司 ；1970年5月更名為「日盛證券」。
1979年，日盛證券由陳國和、陳士元兄弟接手，實際經營則由陳士元負責，陳士元當時為股市四大天王之一，日盛證券業務量開始成長；在1980年代，全台證券市場有接近三分之一的成交量集中在日盛證券。
1989年，日盛證券改制為綜合證券商，開始經營「經紀、自營、承銷」三種業務。
1991年，日盛證券合併子公司「永霖證券」、「板橋證券」、「日中證券」、「嘉義證券」，改為日盛證券的分公司 。
1993年，陳國和接手經營；1994年初，陳國和對內宣示：「未來要追求作好、不追求作最大的券商」，經營策略調整為重質（經營績效）不重量（市占率）；元大證券1995年起超越日盛證券，成為台股經紀業務市占率第一。
2002年2月5日，日盛證券與日盛銀行共同以股份轉換方式成立日盛金融控股公司，成為日盛金控的子公司。
2002年日盛證券以換股方式合併「元信證券」，同年再以營業讓與方式併購「頭份證券」與「和美證券」。但也因為與元信證券換股，日盛金控的持股比率降為96%；隔年，日盛金控再將此部分股票換回，日盛證券再度成為日盛金控百分之百持股的子公司。
2022年11月11日，日盛金控正式併入富邦金控；同月18日，富邦金控董事會通過日盛證券併入富邦證券。
2023年4月9日，日盛證券正式併入富邦證券走入歷史。